# Серж Липский
Cерж Липский (Serge Lipsky / Сергей Рудольфович Липский родился 23 мая 1961) — архитектор.

## Биография
Сергей Липский родился 23 мая 1961 года в г. Москва. 
В 1984 году Сергей Липский заканчивает Московский архитектурный институт (МАРХИ – MARCHI Architectural Academy). 
Начинает учебу в МАРХИ на кафедре «Архитектура промышленных зданий» - руководитель профессор Гуткин Евгений Менделевич, заслуженный архитектор России, лауреат Государственной премии СССР по Архитектуре. 
После окончания четвертого курса переходит на кафедру «Жилых и Общественных зданий – дизайн интерьера» - руководитель профессор Ермолаев Александр Павлович - основатель в 1980 г. творческого объединения «мастерская ТАФ» («Театр Архитектурной Формы»), в деятельности которого Сергей Липский принимает активное участие. 
Совмещает учебу в институте с работой в Проектно-художественной мастерской (руководитель Коник Марк Александрович) и проектной мастерской в компании «КУРОРТПРОЕКТ» (руководитель Стефанчук Юрий Федорович). 
С 1987 года живет в Праге, Чехословакия/Чешская Республика (Praha, Czechoslovakia/Czech Republic).
1987 год — лауреат международного конкурса «Japanese house today. Shinkenchiku Residential Design Competition 1987», Япония — бронзовая медаль, комментарии жюри к проекту:
«...также жюри было приятно удивлено увидев, на основе представленного проекта, насколько хорошо, в такой далекой стране как Чехословакия, знают и понимают традиционную японскую архитектуру...»»
архитектор Маюми Мияваки (Mayumi Miyawaki)
председатель жюри конкурса
Japanese house today. Shinkenchiku Residential Design Competition 1987
1987 год — лауреат международного конкурса «Playhouse in Amsterdam. OISTAT», Голландия — Почетная премия
С 1987 по 1988 младший архитектор в пректной компании Krajský Projektový Ústav (KPU), Praha.
В 1988 году вступает в Чехословацкий союз художников (Svaz Výtvarných Umělců Československa).
С 1989 года по 1998 год Серж Липский интенсивно занимается мебельным и графическим дизайном в стиле Art Design. В 1991 году (1991/09/21 — 1991/10/03) проходит персональная выставка «CHAIR — Serge Lipsky Design», UBOK галерея, Прага.
Работы Сержа Липского находятся в собраниях музеев и частных коллекциях Германии, Голландии, Швейцарии, Италии и Дании
В 1993 году, совместно с архитектором Карлом Янушком (ing. arch. Karel Janoušek), основывает компанию «Forma». 
С 1993 по 1998 год компания работает над проектами реконструкций и реноваций центральных банковских домов в Праге: Česká Spořitelna a.s. (Olbrachtova 1929/62, Praha) и Koměrční banka a.s. (Václavské náměstí 796/42, Praha).  Параллельно компания занималась дизайном, производством и поставками канцелярской мебели. 
В 1995 году Сергей Липский открывает художественную галерею «Forma Gallery» в Праге, Чехия, где раз в месяц, до 1998 года, организовывает и проводит выставки живописных работ пражских художников.
С 1996 по 1997 является организатором и главным редактором издания Design Communication Review.
В 2000 году Серж Липский создает дизайн юбилейной коллекции стульев «Bernkop 2000» для мебельной компании «L.A.BERNKOP 1883 a.s.».
В 2001 году модель «Lady Bernkop» получает высочайшую оценку на Миланской мебельной выставке (Salone Internazionale del Mobile di Milano 2001), Италия
В 2001 году Сергей Липский совместно с Юрием Коником проектирует самый большой на то время в Москве ночной клуб — «Club Б2» на Садовом кольце. Оценка проекта:
- 1 место — 4 Международный фестиваль архитектуры и дизайна, 2001
- 2 место — Международный фестиваль архитектуры «Зодчество», 2001
- 3 место — 3 Международный фестиваль архитектуры и дизайна, номинация проект «Лучший интерьер», Архмосква, 2002
- Почетный Диплом Союза Архитекторов России, 2002

С 2002 года по 2022 год проектирует и строит ряд фешенебельных частных резиденций, жилых и коммерческих комплексов.
В 2011 году архитектор награжден Почётной медалью Федерации Еврейских Общин России за проект нового здания Синагоги в Малаховке, торжественно открытого в том же году
В 2013 году основывает компанию Aaronstamm Engineering s.r.o.
В 2021 году объект «VILLA by VIADUCT» под Прагой (Чехия), построенный архитектором, включен в каталог аукционного дома Sotheby’s — Sotheby’s International Realty

## Награды
- 1987 год: бронзовая медаль, «Japanese house today», Shinkenchiku Residential Design Competition, Japan
- 1987 год: Honorable mention, International competition «Playhouse in Amsterdam, OISTAT», Netherlands
- 2001 год: 1 место — 4 Международный фестиваль архитектуры и дизайна
- 2011 год: Почетная медаль Федерации Еврейских Общин России за проект нового здания Синагоги в Малаховке